# Danielle Darrieux
Danielle Darrieux (Bordeaux, 1 mei 1917 – Bois-le-Roi, 17 oktober 2017) was een Franse actrice.

## Levensloop en carrière

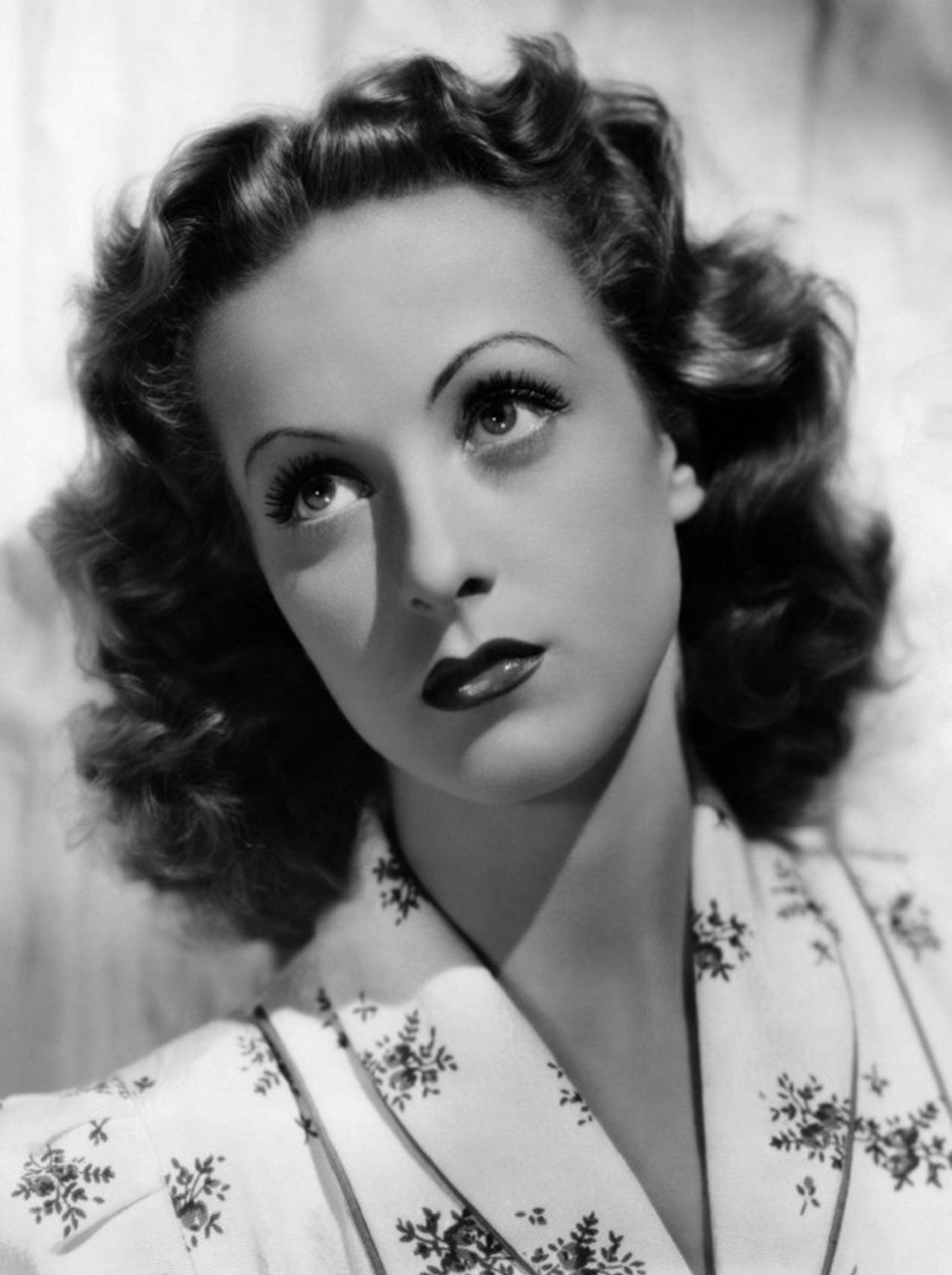
The Rage of Paris (1938)

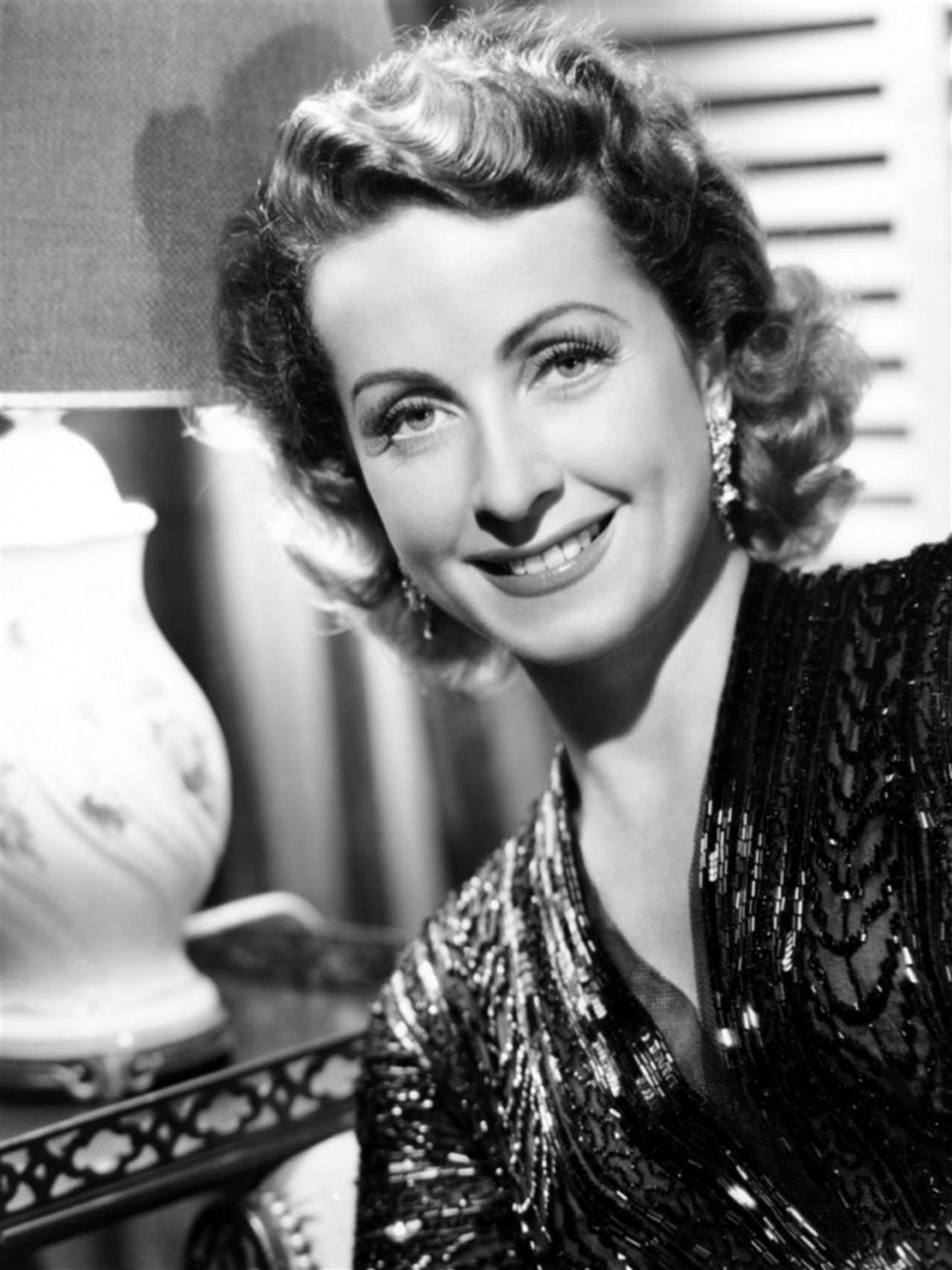
5 Fingers (1952)

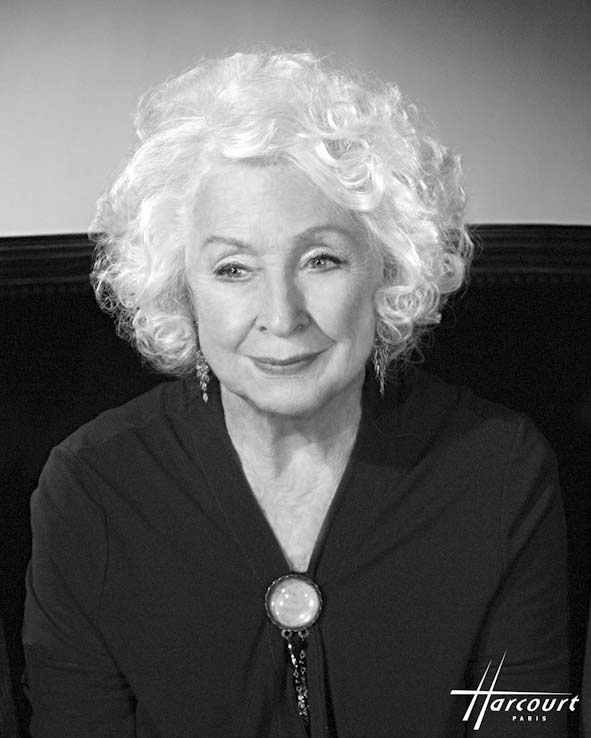
Danielle Darrieux in 2008

Darrieux werd geboren in 1917 in Bordeaux. Haar acteercarrière begon begin jaren dertig. Haar eerste rol speelde ze op 14-jarige leeftijd in de film Le Bal (1931). In 1933 speelde ze de hoofdrol in het drama Mauvaise Graine, het debuut van Billy Wilder. In 1935 huwde ze met filmregisseur Henri Decoin met wie ze tien films draaide. Hij moedigde haar aan om naar Hollywood te trekken.
In 1938 speelde ze de hoofdrol in The Rage of Paris naast Douglas Fairbanks jr.. In 1941 scheidde ze van Decoin en huwde met Porfirio Rubirosa, de rechterhand van Rafael Trujillo.
In 1951 speelde Darrieux naast Jane Powell in Rich, Young and Pretty. In 1952 speelde ze in 5 Fingers naast James Mason. In 1953 keerde ze terug naar Frankrijk om er te acteren in Madame de... naast Charles Boyer. Haar laatste Amerikaanse film speelde ze in 1956 naast Richard Burton in Alexander the Great.
Ook in haar latere leven had ze nog prominente filmrollen. Zo speelde ze in 8 femmes (2001) en Persepolis (2006). Ze overleed in 2017 op 100-jarige leeftijd.

## Filmografie (selectie)
- 1931 : Le Bal (Wilhelm Thiele)
- 1931 : Coquecigrole (André Berthomieu)
- 1933 : Château de rêve (Géza von Bolváry en Henri-Georges Clouzot)
- 1934 : Volga en flammes (Victor Tourjansky)
- 1934 : Mauvaise Graine (Billy Wilder en Alexander Esway)
- 1934 : La crise est finie (Robert Siodmak)
- 1934 : L'Or dans la rue (Kurt Bernhardt)
- 1935 : Quelle drôle de gosse (Léo Joannon)
- 1935 : J'aime toutes les femmes (Henri Decoin en Carl Lamac)
- 1935 : Le Domino vert (Henri Decoin en Herbert Selpin)
- 1936 : Mayerling (Anatole Litvak)
- 1936 : Club de femmes (Jacques Deval)
- 1937 : Mademoiselle ma mère (Henri Decoin)
- 1937 : Abus de confiance (Henri Decoin)
- 1938 : The Rage of Paris (Henry Koster)
- 1938 : Katia (Maurice Tourneur)
- 1938 : Retour à l'aube (Henri Decoin)
- 1940 : Battement de cœur (Henri Decoin)
- 1941 : Premier rendez-vous (Henri Decoin)
- 1942 : Caprices (Léo Joannon)
- 1942 : La fausse maîtresse (André Cayatte)
- 1946 : Adieu chérie (Raymond Bernard)
- 1946 : Au petit bonheur (Marcel L'Herbier)
- 1949 : Jean de la Lune (Marcel Achard)
- 1949 : Occupe-toi d'Amélie (Claude Autant-Lara)
- 1950 : La Ronde (Max Ophüls)
- 1951 : Rich, young and pretty (Norman Taurog)
- 1952 : La Vérité sur Bébé Donge (Henri Decoin)
- 1952 : Le Plaisir (Max Ophüls) (sketchenfilm : episode La maison Tellier)
- 1952 : 5 Fingers (Joseph Mankiewicz)
- 1952 : Adorables Créatures (Christian-Jaque)
- 1953 : Madame de... (Max Ophüls)
- 1953 : Le Bon Dieu sans confession (Claude Autant-Lara)
- 1954 : Le Rouge et le Noir (Claude Autant-Lara)
- 1954 : Bonnes à tuer (Henri Decoin)
- 1955 : Napoléon (Sacha Guitry)
- 1955 : L'Affaire des poisons (Henri Decoin)
- 1955 : L'Amant de Lady Chatterley (Marc Allégret)
- 1956 : Si Paris nous était conté (Sacha Guitry)
- 1956 : Alexander the Great (Robert Rossen)
- 1956 : Le Salaire du péché (Denys de La Patellière)
- 1957 : Pot-Bouille (Julien Duvivier)
- 1958 : Le Septième Ciel (Raymond Bernard)
- 1958 : Le Désordre et la Nuit (Gilles Grangier)
- 1958 : Un drôle de dimanche (Marc Allégret)
- 1959 : Marie-Octobre (Julien Duvivier)
- 1959 : Les Yeux de l'amour (Denys de La Patellière)
- 1960 : Meurtre en quarante-cinq tours de Étienne Périer)
- 1961 : The Greengage Summer (Lewis Gilbert)
- 1961 : Vive Henri IV, vive l'amour (Claude Autant-Lara)
- 1961 : Les Lions sont lâchés (Henri Verneuil)
- 1962 : Le Crime ne paie pas (Gérard Oury (sketchenfilm : episode L'homme de l'avenue)
- 1962 : Le Diable et les Dix Commandements (Julien Duvivier) (sketchenfilm : episode Tes père et mère honoreras)
- 1962 : Pourquoi Paris ? (Denys de La Patellière)
- 1963 : Landru (Claude Chabrol)
- 1963 : Méfiez-vous, mesdames (André Hunebelle)
- 1966 : L'Homme à la Buick (Gilles Grangier)
- 1967 : Le Dimanche de la vie (Jean Herman)
- 1967 : Les Demoiselles de Rochefort (Jacques Demy)
- 1968 : Les oiseaux vont mourir au Pérou (Romain Gary)
- 1969 : La Maison de campagne (Jean Girault)
- 1976 : L'Année sainte (Jean Girault)
- 1979 : Le Cavaleur (Philippe de Broca)
- 1982 : Une chambre en ville (Jacques Demy)
- 1983 : En haut des marches (Paul Vecchiali)
- 1986 : Le Lieu du crime (André Téchiné)
- 1986 : Corps et Biens (Benoît Jacquot)
- 1988 : Quelques jours avec moi (Claude Sautet)
- 1991 : Le Jour des rois (Marie-Claude Treilhou)
- 1992 : Les Mamies (Annick Lanoë)
- 2000 : Ça ira mieux demain (Jeanne Labrune)
- 2001 : 8 Femmes (François Ozon)
- 2003 : La marquise est à Bicêtre (Paul Vecchiali)
- 2004 : Une vie à t'attendre (Thierry Klifa)
- 2006 : Nouvelle chance  (Anne Fontaine)
- 2007 : L'Heure zéro (Pascal Thomas)
- 2010 : Une pièce montée (Denys Granier-Deferre)

- Bibsys: 99003663
- Biblioteca Nacional de Chile: 000587083
- Biblioteca Nacional de España: XX4580778
- Bibliothèque nationale de France: cb12530970k (data)
- CiNii: DA13239992
- Gemeinsame Normdatei: 120051397
- International Standard Name Identifier: 0000 0001 2104 0114
- Library of Congress Control Number: n86138439
- MusicBrainz: b01319ec-5fbf-48ad-b208-6a338f7338be
- Nationale Bibliotheek van Tsjechië: ola2002159092
- Nationale bibliotheek van Australië: 35225748
- Nationale Bibliotheek van Israël: 987007427008705171
- Nationale Bibliotheek van Polen: a0000003601717
- Nederlandse Thesaurus van Auteursnamen: 097152196
- Réseau des bibliothèques de Suisse occidentale: 02-A003155459
- LIBRIS: 406072
- SNAC: w66409d5
- Système universitaire de documentation: 034566562
- Trove: 872662
- Virtual International Authority File: 117444333
- WorldCat: E39PBJB4hWrPYkGHbVx3wxWhpP